# Saint-Victor-sur-Rhins
Saint-Victor-sur-Rhins là một xã trong tỉnh Loire miền trung nước Pháp.